# Plato von Ustinow
Freiherr Plato von Ustinow (russisch Платон Григорьевич Устинов, transkribiert: Platon Grigorjewitsch Ustinow; * 1840 in Moskau; † 1917 in Pskow) war ein russischer adeliger Gutsherr und später deutscher Edelmann. Seine Eltern waren Marija Iwanowna Panschina (Мария Ивановна Паншина) und Grigori Michailowitsch Ustinow (Григорий Михайлович Устинов; 1803–1860). Nach dem Verkauf des Gutes Ustinowka (Устиновка) in der Region Saratow und seiner Einbürgerung in Württemberg betrieb Plato von Ustinow das Hôtel du Parc in Jaffa, Osmanisches Reich (heute Israel). Ustinow baute sich eine Sammlung von Antiken und Antiquitäten, vor allem aus heimischen Funden im osmanischen Palästina, auf. Er war Vater des deutschen Diplomaten und später britischen Agenten Jona von Ustinow und Großvater des britischen Schauspielers Peter Ustinov.

## Herkunft und frühe Jahre
Ustinow entstammte einer Familie des russischen Briefadels. Er erbte das Gut Ustinowka, heute Rajon Balaschow, Oblast Saratow von seinem Vater. Zu Zeiten seines Großvaters Michail Adrianowitsch Ustinow (russisch Михаил Адрианович Устинов; 1755–1836) gehörten Dörfer mit 6.000 Leibeigenen zum Gut.
Platon Ustinow diente in der russischen Kavallerie, wo er bei einem Reitunfall verunglückte und den Dienst quittieren musste. In der Rekonvaleszenz zog er sich zudem eine Lungenentzündung zu. Wegen dieses Lungenleidens rieten ihm seine Ärzte zu einem Klimawechsel, weshalb er zunächst nach Italien ging. Dort lernte er den nach Kairo reisenden Wilhelm Rudolf Bühler (* 1835; Missionar der schweizerischen Pilgermission St. Chrischona) kennen, der ihm Ägypten empfahl, dessen stabiles trocken warmes Klima ihm besser bekommen würde. Ustinow reiste mit Bühler mit, stellte aber dort bald fest, dass er die Hitze nicht vertrug, so dass der Kairoter Chrischona-Missionar Johannes Blessing (1834–1871) ihn in die Levante an die Chrischona-Missionsstation in Jaffa weiterempfahl.

## Wechsel zwischen Jaffa und Ustinowka
Dem Missionarsehepaar Peter Martin Metzler und Dorothea, geb. Bauer (1831–1870), war Ustinow schon angekündigt worden, als sie ihn aufnahmen. Sie unterhielten im Auftrag der Pilgermission St. Chrischona eine protestantische Missionsstation in Jaffa und finanzierten ihre Tätigkeit, wie bei Chrischona-Missionaren (so genannte Missionshandwerker) üblich, durch eigene Gewerbe, wie z. B. eine Dampfmühle, ein Pilgerhospiz und eine Handlung für europäischer Importware.
Von Mitte 1861 bis Anfang 1862 war Ustinow Gast in ihrem Hospiz. Die Eheleute Metzler gewannen Ustinow als Freund und Geldgeber für ihre Unternehmungen. Ustinow finanzierte den Metzlers 1862 den Kauf eines größeren Hauses auf der Höhe des Hügels, auf dem die Altstadt Jaffas gelegen ist. Maria Sophie Elisabeth Gobat (1844–1917; Tochter von Bischof Samuel Gobat) begegnete Ustinow im Herbst 1861, als sie bei Metzlers Station machte. „Zu der Zeit unseres Besuches in Jaffa, war der russische Baron ein etwas melancholischer, menschenscheuer Mann, der kaum mit jemand ein Wort sprach, und selbst bei Tisch nichts von den Vorgängen zu bemerken schien.“ Als Ustinow ausgeheilt war, kehrte er nach Ustinowka zurück, hinterließ den Metzlers aber eine beträchtliche Summe Geldes, womit sie sich den lang gehegten Wunsch erfüllen konnten, eine Missionsschule und eine Krankenstation in Jaffa zu eröffnen.
Im Mai 1862 meldeten die Metzlers der Pilgermission, dass sie eine Krankenstation eröffnet haben, woraufhin St. Chrischona erfreut reagierte und zwei Diakonissen vom Diakonissenhaus Riehen als Schwestern entsandte. Ustinow übernahm Reisekosten und Salär der beiden Diakonissen Caroline Weigle und Adele Rappard (1836–1916). Als Ustinow im September 1865 wieder nach Jaffa reiste, war er sehr zufrieden damit, was die Metzlers mit dem Geld angefangen hatten.
Die Metzlers behandelten viele der an Cholera erkrankten Kolonisten um George Adams und Abraham McKenzie, die am 22. September 1866 aus Maine kommend in Jaffa gelandet waren. Sie gründeten die American Colony (arabisch امليكان, DMG Amelīkān, seinerzeit auf englisch Adams City, hebräisch הַמּוֹשָׁבָה הָאָמֵרִיקָאִית-גֶּרְמָנִית בְּיָפוֹ HaMōschavah haʾAmerīqaʾīt-Germanīt bəJafō, deutsch ‚Amerikanisch-Deutsche Kolonie in Jaffa‘), heute ein Viertel Tel Aviv-Jaffas zwischen den Straßen Rechov Eilat (רחוב אילת) und Rechov haRabbi miBacherach (רחוב הרבי מבכרך). Sie errichteten ihre Häuser aus Fertigteilen, die sie aus den USA mitgebracht hatten. Krankheiten, das Klima, die unsichere und willkürliche Behandlung durch osmanische Behörden bewogen viele Kolonisten jedoch zur Remigration.
Der Leiter der Gruppe, Adams, enthielt ihnen jedoch ihr Geld vor, das sie ihm zuvor als Gründungsfonds der Kolonie überlassen hatten. So kaufte Peter Metzler fünf Kolonisten 1867 ihre Häuser und Grundstücke ab, wodurch diese zurückwandern konnten. Eines der Häuser veräußerte Metzler später an die London Society for Promoting Christianity Amongst the Jews (LJS) weiter. Die meisten Kolonisten aus Maine konnten bis 1867 nach Amerika zurückkehren, Metzler erwarb dann 1868 weitere ihrer zurückgelassenen Immobilien.
Anfang 1869 bat Ustinow, der inzwischen wieder in Ustinowka lebte, die Familie Metzler zu ihm nach Russland zu ziehen, da er ihrer unternehmerischen Fähigkeiten auf seinem Gut bedürfe. Der ehemalige Chrischona-Missionar Karl Heinrich Saalmüller (1829–1906), der sich der Tempelgesellschaft angeschlossen hatte, riet Metzler seine Immobilien und Unternehmungen in Jaffa an Templer zu verkaufen. Diesen Anhängern einer pietistisch beeinflussten christlichen Glaubensbewegung, die sich eine Heimstätte im Heiligen Land aufbauen wollten, verkaufte Metzler am 5. März 1869 die meisten seiner Immobilien und Unternehmen. Sie übernahmen auch die Krankenstation und willigten ein, sie weiter nach den karitativen Grundsätzen Ustinows und der Eheleute Metzler zu betreiben. Die Metzlers zogen im April 1869 nach Russland, wo Peter Metzler Verwalter aller Güter Ustinows wurde. Dorothea Metzler starb in Ustinowka nach einer schweren Geburt, auf ihrem Sterbebett hatte sie Ustinow das Versprechen abgenommen, dass er ihre Tochter Marie heiraten werde.

## Konversion, Auswanderung und erste Ehe
1875 beschloss Ustinow zum Protestantismus überzutreten. Seine Position als Adliger und begüterter Lehnsmann des russischen Zaren, seines Lehnsherrn, hing aber von seiner russisch-orthodoxen Kirchenzugehörigkeit ab, die in einem jährlichen Treueeid zu beschwören war. Seine Konversion hätte den Verlust von Titel und Lehen bedeutet. Ustinow konnte 1876 sein Gut an einen anderen russisch-orthodoxen Adligen verkaufen, bevor sein Übertritt bekannt wurde.
Metzlers, die des Proselytismus verdächtig waren, verließen fluchtartig Russland und mit ihnen Ustinow und zogen nach Württemberg, wo sie am 28. Mai 1876 in Stuttgart eintrafen. Die russisch-orthodoxe württembergische Königin Olga Romanowa arrangierte, dass Ustinow als Deutscher naturalisiert und sein Titel als Freiherr von Ustinow in Württemberg bestätigt wurde. Nach der Heirat mit Marie Metzler am 4. Oktober 1876 im württembergischen Korntal und zweijährigem Aufenthalt dort beschlossen die Ustinows nach Jaffa zurückzukehren.

## Übersiedlung nach Jaffa
In Jaffa erwarb Ustinow von der Tempelgesellschaft ein großes Haus in der American Colony, die wegen der dort lebenden Templer inzwischen auch Deutsche Kolonie genannt wurde. Das Gebäude in der damaligen Seestraße 11 war 1873 wahrscheinlich nach Plänen Theodor Sandels errichtet worden und diente ursprünglich als Schule, Internat, Gemeindehaus und Sitz des Tempelstiftes, der Hauptverwaltung der Tempelgesellschaft. Im Mai 1878 waren diese Einrichtungen nach Repha'im bei Jerusalem verlegt worden.

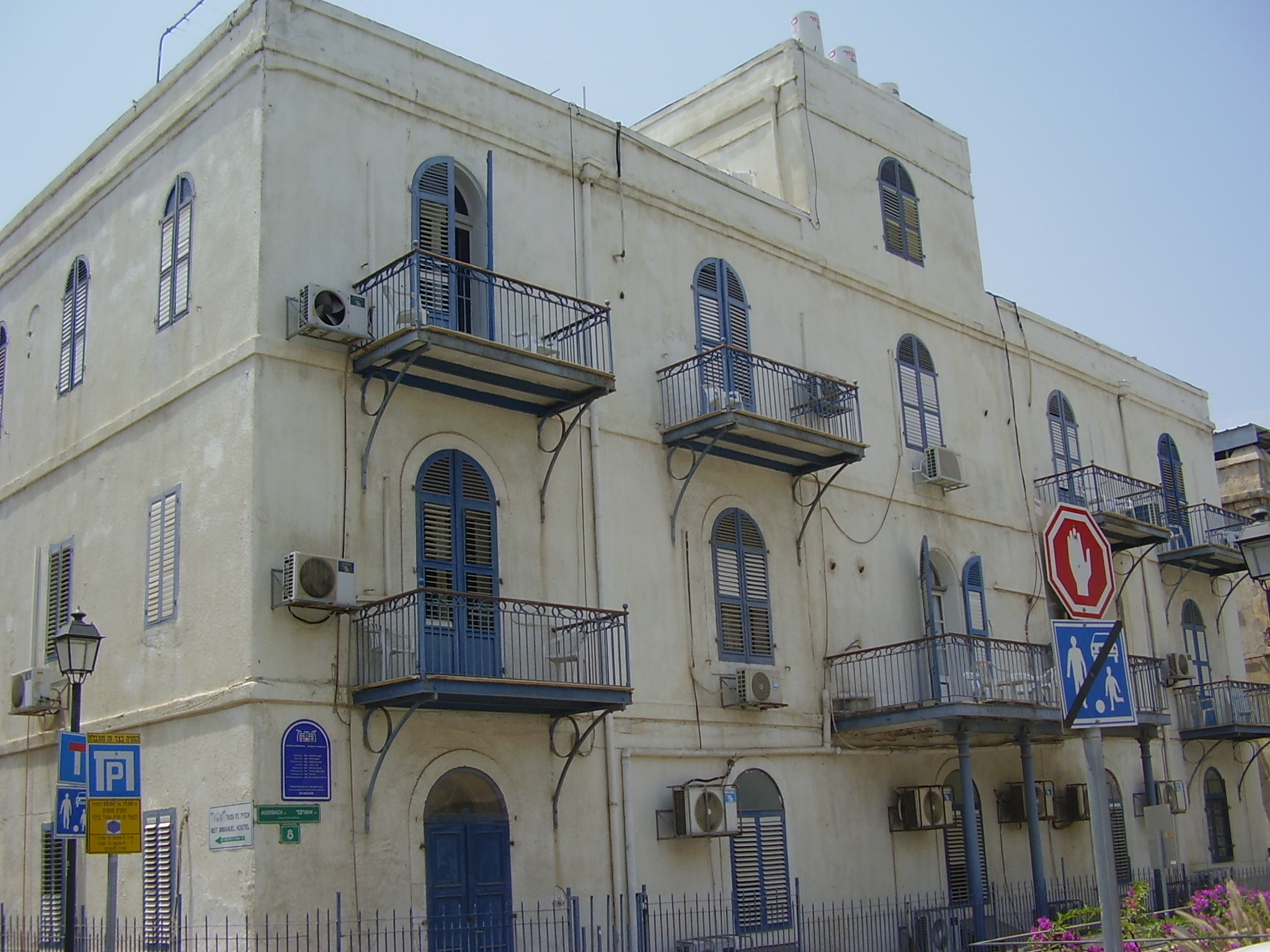
Nordfassade des ehem. Hôtel du Parc (jetzt Beith Immanuel) mit Balkons und Rundbogenfenstern, die Ustinow an- bzw. einbauen ließ, Aufnahme 2010

Zudem erwarb Ustinow Grundstücke von Adams und wurde dadurch größter Grundeigentümer in der Kolonie. Das Haus ließ Ustinow um ein drittes Geschoss aufstocken, „bestellte Marmor aus Italien und ließ Bogenfenster und Balkone im französischen Stil ein- bzw. anbauen“. Auf dem Grundstück des Hauses ließ Ustinow einen öffentlich zugänglichen Park, einen kleinen botanischen Garten sowie einen kleinen Zoo – mit Affen und Papageien – anlegen. Als Gärtner beschäftigte er Bechôr Nissîm ʾElchâdîf (hebräisch בכור נסים אלחאדיף; 1857–1913), einen Absolventen der Landwirtschaftsschule Miqueh Yisra'el. ʾElchâdîf kaufte exotische Pflanzen und Bäume aus aller Welt.
Ustinow übernahm für die Belegung dreier Betten des Krankenhauses, das die Templer von Metzler übernommen hatten, die Finanzierung. Ende 1878 stellte er im ersten Stock einen Flügel seines Hauses mit 22 Betten dem Krankenhaus zur Verfügung. Für den 19. Januar 1879 lud der Deutsche Verein zu Jaffa zur siebten Jahrfeier der Vereinigung Deutschlands zu Ustinows in die Große Halle.
Ustinow war seit 1879 auch aktives Mitglied des Deutschen Vereins zur Erforschung Palästinas. Seine Sammlung palästinensischer Altertümer machte er ab 1879 der Öffentlichkeit in einem eigenen kleinen Museum im ersten Stock zugänglich. Die Sammlung umfasste Münzen, alte Inschriften, jüdische Grabsteine und Keramik. Die Tafeln mit Grabinschriften stammten von Jaffas jüdischem Friedhof des 2.–4. Jahrhunderts d.Z., den Charles Clermont-Ganneau 1873/1874 im Auftrag der Russischen Geistlichen Mission in Jerusalem auf deren Gelände in Abu Kabir ergraben hatte. Größere Spolien standen auch im Park. „Die «Revue Biblique» und das «Palestine Exploration Fund Quarterly Statement» veröffentlichten über die Inschriften in seinem Museum zahlreiche Artikel.“ Ustinow beauftragte Theodor Sandel, die Gegend um Jaffa und Sarona zu vermessen und zu kartographieren, die so gefertigte Landkarte erschien in der Zeitschrift des Deutschen Palästina-Vereins 1880.
Ustinows Ehe mit Marie Metzler war unglücklich, und so leiteten sie 1881 die Scheidung ein, die aber erst 1888 ausgesprochen wurde und eine kostspielige Vermögensauseinandersetzung vor Gericht nach sich zog, die erst 1889 abgeschlossen war. 1883 musste er das Krankenhaus in seinem Haus wegen finanzieller Schwierigkeiten aufgeben, unterstützte aber 1886 die Erweiterung des Templer-Krankenhauses und übernahm letztmals 1887 das Gehalt des leitenden Dr. Karl Lorch (1851–1928). Die Behandlungskosten für mittellose Einheimische übernahm stets Ustinow.
Im Juni 1874 hatte sich die Tempelgesellschaft (Templer) gespalten. Einer der beiden Tempelvorsteher, Georg David Hardegg, und etwa ein Drittel der Mitglieder verließen die Gesellschaft nach persönlichen und grundsätzlichen Auseinandersetzungen v. a. mit dem anderen Tempelvorsteher Christoph Hoffmann. Unter den Schismatikern missionierte ab 1885 der evangelische Jerusalemer Pastor Carl Schlicht (1855–1930) erfolgreich. Mit dem aufkommenden zahlungskräftigen Tourismus baute Ustinow einen Teil seines geräumigen Hauses zum luxuriösen Hôtel du Parc um. Edmond de Rothschild warb Ustinow nach einer Besichtigung des Parks 1887 Gärtner ʾElchâdîf ab, worauf er seinem künftigen Schwiegervater Moritz Hall die Aufgabe übertrug.

## Zweite Ehe und weiteres Wirken in Jaffa
Am 12. Januar 1889 heiratete Ustinow Magdalena Hall (1868–1945), die am 13. April 1868 in der Festung zu Magdala (Äthiopien) an dem Tag zur Welt gekommen war, an dem Britische Streitkräfte die Festung erstürmten (Schlacht von Magdala), wodurch ihre Familie (und andere Gefangene) aus äthiopischer Haft befreit wurden.
Magdalenas Mutter war die äthiopische Hofdame Katharina Hall (1850–1932), auch bekannt als Wälättä Iyäsus. Sie war Tochter des aus Anhalt gebürtigen und in Äthiopien tätigen Malers Eduard Zander und der Hofdame Assete Worq Maqado in Gondar, Tochter eines äthiopischen Generals namens Maqado (Feldherr vor Mitte des 19. Jahrhunderts).
Magdalenas Vater war Moritz Hall (1838–1914), ein jüdischer Abenteurer aus Krakau, der u. a. auch als Kanonengießer des Negus Theodor II. von Äthiopien diente. Ihre Eltern hatten am 17. Mai 1863 in Gaffet (eine St. Chrischona Mission bei Debre Tabor) geheiratet. Moritz Hall war während der Gefangenschaft in Magdala zum Protestantismus konvertiert. Nach der Befreiung ließen sich die Halls in Jaffa nieder, wo Moritz Hall als Dragoman des deutschen Konsulates arbeitete, um seine 13-köpfige Kinderschar zu ernähren. Moritz Hall war auch im Gemeindekirchenrat der evangelischen Gemeinde Jaffa.
Ustinow und Magdalena Hall hatten vier Kinder. Das älteste Kind war Jona (Klop), Vater Peter Ustinovs, dann folgten Peter (Petja; 1895–1917), Tabitha sowie eine weitere Tochter. Magdalenas Brüder Jakob Gottlieb Hall (1866–1919; bis 1902) und danach Friedrich Salomon Hall (1879–1964; bis 1906) managten das Hotel.
Im Jahr 1889 gründeten übergetretene ehemalige Templer, evangelische Auslandsdeutsche und Auslandschweizer sowie Proselyten, die die Metzlers einst bekehrt hatten, die evangelische Gemeinde von Jaffa. Ustinow schloss sich der Gemeinde an. Er stellte der Gemeinde die Halle seines Hôtel du Parc in Jaffa für Gottesdienste zur Verfügung und die Gemeinde nutzte sie in den Jahren von 1889 bis 1897.

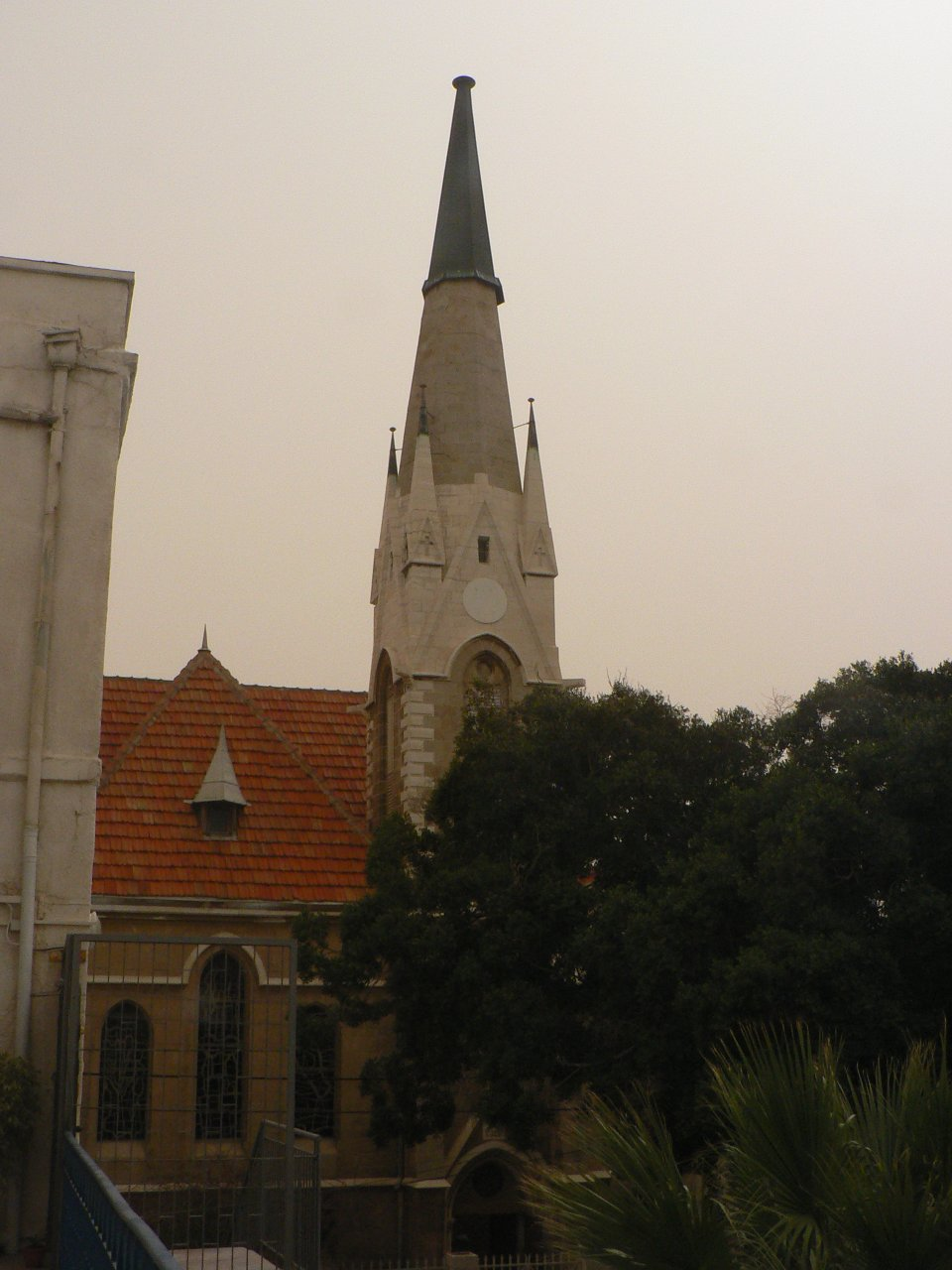
Blick vom rückwärtigen Balkon des Beith Immanuel (בית עמנועל, vorm. Ustinows Hôtel du Parc) auf die Immanuelkirche, Aufnahme 2007

Ab 1890 unterhielt die evangelische Gemeinde Jaffa eine eigene Schule, der Ustinow bis zum Bau eines eigenen Schulgebäudes 1900 unentgeltlich Räume im Hotel bereitstellte. Als die evangelische Gemeinde Jaffa am 10. März 1897 ihren ersten eigenen Pastor, Albert Eugen Schlaich, und seine Gattin Luise Wilhelmine Julie Schlaich aus Korntal begrüßen konnte, nahm Ustinow sie in sein Hotel auf, bis sie etwas eigenes gefunden hatten. Ustinow beherbergte in seinem Hôtel du Parc auch Kaiser Wilhelm II., dessen Gattin Auguste Victoria und beider nächste Entourage bei ihrem Aufenthalt in Jaffa am 27. Oktober 1898 im Rahmen ihrer Palästinareise. Ihr Reisebüro Thomas Cook and Son hatte Ustinows Hôtel du Parc gewählt, weil es als erstes Haus am Platze galt.
Am 18. Juli 1898 überließ Metzler, der inzwischen in Stuttgart lebte, sein letztes verbliebenes Grundstück in Jaffa (Wilhelmstraße 18) der dortigen evangelischen Gemeinde, um an dieser Stelle eine Kirche zu errichten. Sein Freund und Ex-Schwiegersohn Ustinow erstattete ihm mit 10.000 Schweizer Franken der Lateinischen Münzunion zwei Drittel des geschätzten Grundstückspreises. Bei der Grundsteinlegung am 2. November desselben Jahres dankte der württembergische Hofprediger und Oberkonsistorialrat Friedrich Braun Ustinow als Mäzen der evangelischen Gemeinde. Als auf dem Grundstück die evangelische Immanuelkirche erbaut worden war und 1904 eingeweiht wurde, stiftete Ustinow ein großes Kruzifix aus Olivenholz.
Im Jahr 1902 beteiligte sich Ustinow an der Gründung des American Colony Hotels, um seinen europäischen und amerikanischen Gästen auch in Jerusalem ein seinem Hotel vergleichbares Logis anbieten zu können. Ustinows Schwiegermutter, Katharina Hall, die 1902 ohne ihren Gatten nach Äthiopien zurückgekehrt und dort Beraterin von Kaiserin Taytu geworden war, gewann ihn dafür, in Jerusalem 1910 ein Grundstück in der Prophetenstraße nahe der äthiopisch-orthodoxen Kirche Debre Gannet (Berg des Paradieses) in der heutigen Straße Rechov Etiopiah (רחוב אתיופיה) zu erwerben. Der begonnene Bau eines Hauses wurde unterbrochen, nachdem Ustinow und seine Frau Jaffa verlassen hatten.

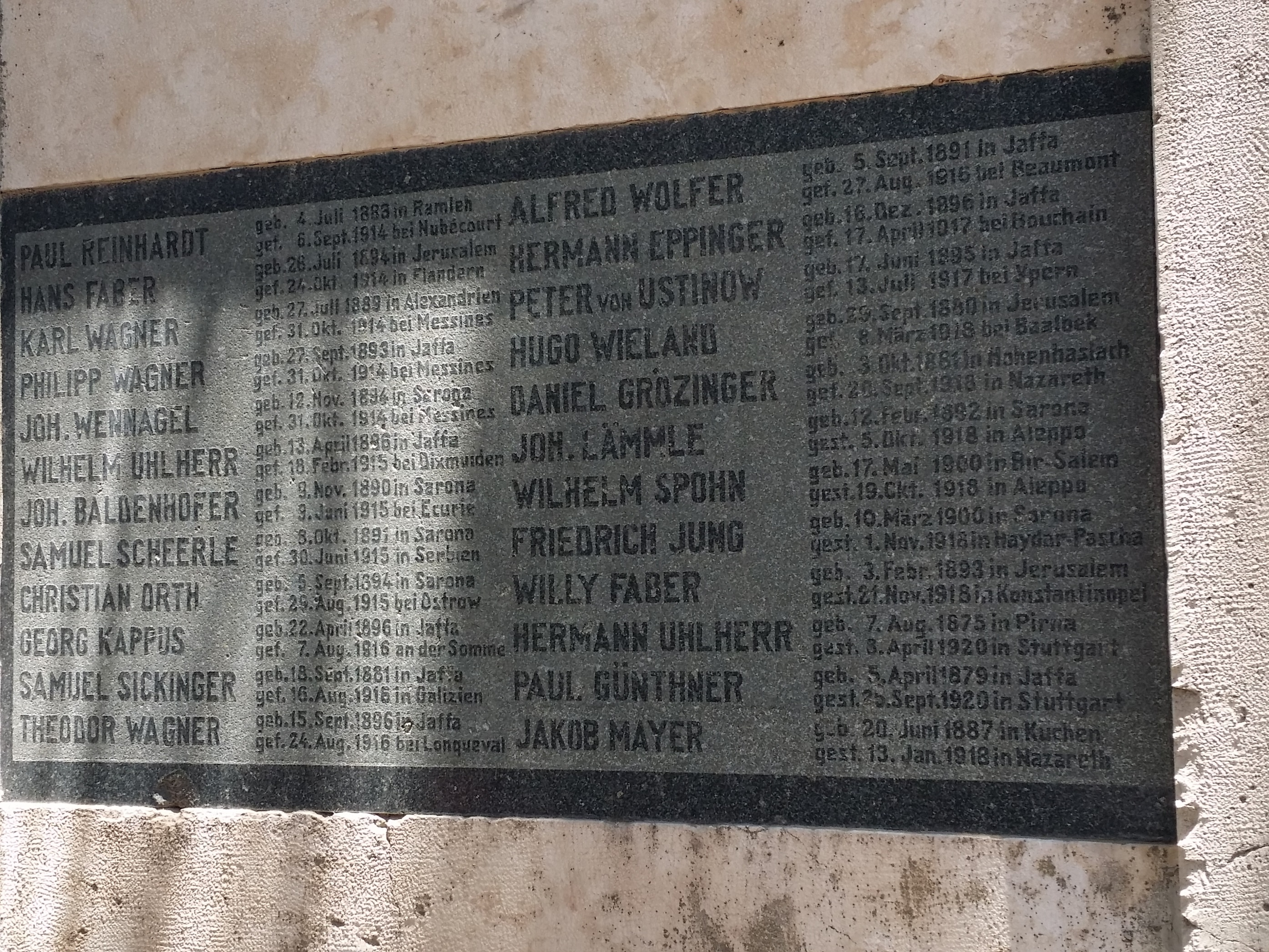
Peter von Ustinows Name am Ehrenmal gefallener Palästinadeutscher des Ersten Weltkriegs auf dem Templerfriedhof Jerusalem, 2017

## Letzte Jahre
Magdalena und Plato von Ustinow reisten nach Britannien. Dort wurde seine Antikensammlung im September 1913 an Aufkäufer dreier Museen verkauft, u. a. das British Museum und das ethnographische Museum der Universität Oslo in Norwegen, jedoch empfingen erst seine Erben die ausstehende Bezahlung. Als der Erste Weltkrieg begann, ging Ustinow nach Russland, um sich den russischen Streitkräften zur Verfügung zu stellen. Seine Söhne Jona und Peter, die in Westeuropa ihre Ausbildung absolvierten, dienten als Flieger der deutschen Luftstreitkräfte.
Ustinow soll 1917 (oder 1918) in den Wirren des zusammengebrochenen Zarenreiches in Pskow verhungert sein. Sein Sohn Peter fiel am 13. Juli 1917 im belgischen Hollebeke (zu Ypern). Sein Grab befindet sich auf dem Friedhof in Menen.

## Nach seinem Tode
Jona reiste 1920 in die Sowjetunion, um Erkundigungen über den Verbleib seines Vaters anzustellen. Auf dieser Reise lernte er seine spätere Gattin Nadjeschda Leontijewna Benois (1896–1975) kennen.

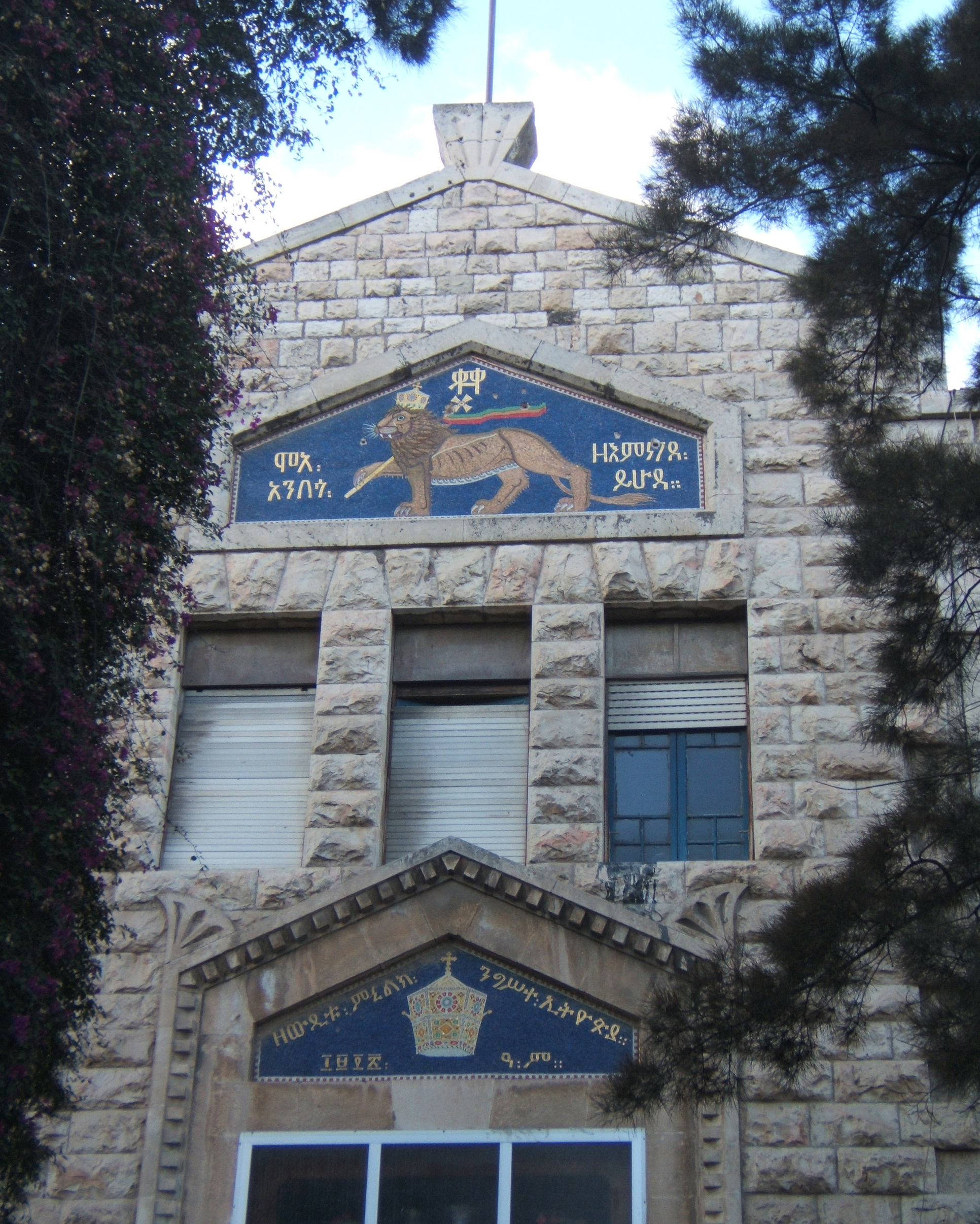
Vormaliges äthiopisches Konsulat in der Prophetenstraße 38–40, Jerusalem

Die Witwe Magdalena von Ustinow zog nach England und später nach Kanada. Sie erbte das halbfertige Gebäude in Jerusalem. Während einer Reise in eben diese Stadt im Jahre 1924 verkaufte sie die Immobilie an Kaiserin Zauditu I., die gleichzeitig in der Stadt weilte. Die Kaiserin ließ den Bau bis 1928 vollenden, der bis 1973 als äthiopisches Konsulat diente (im 21. Jahrhundert Mietshaus).
Das Hôtel du Parc im Rechov Auerbach #8 (רחוב אוארבך; damals Seestraße 11) verkaufte Magdalena von Ustinow 1926 an die LJS. Deren Nachfolgerin CMJ betreibt darin die Beit Immanuel (Immanuelhaus) genannte Missionsstation, Pilgerherberge und ein Gemeindezentrum.